# Bjuråkers kyrka
Bjuråkers kyrka är en kyrkobyggnad i kyrkbyn Bjuråker i Hudiksvalls kommun. Den tillhör Bjuråker-Norrbo församling i Uppsala stift.

## Kyrkobyggnaden
Föregående kyrka var uppförd på medeltiden, senast på 1300-talet. Under något av de följande århundradena försågs kyrkorummet med tegelvalv. Under 1700-talet hade traktens befolkning blivit så talrik att en större kyrkobyggnad behövdes.
Nuvarande stenkyrka invigdes i oktober 1750. 100 år senare genomfördes förändringar då bland annat gamla kyrkans predikstol ersattes med en ny. Under lång tid riskerade kyrkan att rivas, men 1934 genomfördes en restaurering, då bland annat nya fönster sattes in. Ännu en restaurering genomfördes 1966 då valv och väggar vitmenades.

## Inventarier
- Altartavlan är målad 1852 av Albert Blombergsson.
- I koret finns en träskulptur som föreställer Sankt Göran på häst tillsammans med en bedjande prinsessa. Sankt Görans lans och draken är försvunna. Skulpturen är tillverkad av Haaken Gulleson i början av 1500-talet.
- En tidigare predikstol tillverkades 1670. Nuvarande predikstol tillverkades 1854.

### Orgel
- 1875 eller 1887 köptes en orgel från Arbrå kyrka och sattes upp av Robert Teodor Isacsson, Bjuråker. Orgeln var byggd 1733 av Johan Niclas Cahman, Stockholm. 1834 ombyggdes den av Olof Hanberg, Arbrå.
- Den nuvarande orgeln byggdes 1934 av A Magnussons Orgelbyggeri AB, Göteborg. Orgeln är pneumatisk med rooseveltlådor. Den har tre fria kombinationer, fyra fasta kombinationer och registersvällare. Tonomfånget är på 58/30. Fasaden är från Cahmans orgel.

| Huvudverk I         | Svällverk II      | Pedal            | Koppel   |
| Principal 16'       | Gedackt 16'       | Principalbas 16´ | I/P      |
| Borduna 16'         | Basetthorn 8'     | Subbas 16'       | II/P     |
| Principal 8'        | Salicional 8'     | Ekobas 16'       | II/I     |
| Flûte Harmonique 8' | Violin 8'         | Borduna 8'       | I 4'     |
| Gamba 8'            | Aeolin 8'         | Basun 16'        | II 16'/I |
| Borduna 8'          | Voix Céleste 8'   |                  | II 16'   |
| Oktava 4'           | Rörflöjt 8'       |                  |          |
| Oktava 2'           | Ekoflöjt 4'       |                  |          |
| Cornett III         | Waldflöjt 2'      |                  |          |
| Trumpet 8'          | Eufon 8'          |                  |          |
|                     | Crescendosvällare |                  |          |